# باول كيلي (فنان قتال مختلط)
باول كيلي (بالإنجليزية: Paul Kelly) هو فنان قتال مختلط بريطاني، ولد في 12 سبتمبر 1984 في ليفربول في المملكة المتحدة.

## وصلات خارجية
- بول كيلي على موقع يو إف سي (الإنجليزية)
- بول كيلي على موقع شيردوغ (الإنجليزية)
- بول كيلي على موقع IMDb (الإنجليزية)
- بول كيلي على موقع قاعدة بيانات الفيلم (الإنجليزية)